# Cynthia Ettinger

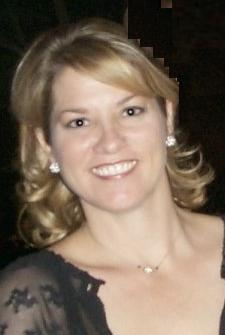
Cynthia Ettinger

Cynthia Ettinger (geb. vor 1989) ist eine US-amerikanische Schauspielerin. Sie arbeitet hauptsächlich am Theater. Gelegentlich ist sie auch im Fernsehen oder Kino in kleineren Rollen zu sehen. 

## Leben
Cynthia machte ihren Abschluss an der Desert High School auf der Edwards Air Force Base in Kalifornien. Zu Beginn ihrer Karriere spielte sie zumeist kleinere Rollen in größeren Hollywood-Produktionen wie zum Beispiel Das Schweigen der Lämmer. In vielen Serien war sie in einer Episode zu sehen. In der Pilotfolge der Serie Smallville spielte Cynthia Ettinger eine der Hauptrollen, die der Martha Kent. Allerdings wurde die Rolle noch vor dem Serienstart umbesetzt. Die Rolle bekam schließlich Annette O’Toole. Ihren größten Erfolg feierte sie mit einer Rolle in der Serie Carnivàle. Es folgte ein Auftritt in der erfolgreichen Serie Deadwood. Ettinger spielt hauptsächlich Theater und nimmt nur hin und wieder eine Fernseh- oder Filmrolle an.
Cynthia Ettinger war in der Zeit von 1990 bis 1993 mit dem amerikanischen Sänger und Soapdarsteller Wally Kurth verheiratet.

## Filmografie (Auswahl)
- 1989: Martians Go Home – Die ausgeflippten Außerirdischen (Martians Go Home)
- 1990: Brain Dead
- 1991: Das Schweigen der Lämmer
- 1993: Eine verhängnisvolle Verbindung 2
- 1995: Down, Out & Dangerous (Fernsehfilm)
- 1998: Deep Impact
- 1998: The Effects of Magic
- 2000: Camera Obscura
- 2000: Fail Safe
- 2001: Dämonisch
- 2001: Smallville (Serie)
- 2003: Dreizehn
- 2003–2005: Carnivàle
- 2006: Deadwood
- 2006: Kings of Rock – Tenacious D
- 2006: Dr. House (Folge 1x16)
- 2007: Lizenz zum Heiraten
- 2011: Girls! Girls! Girls!
- 2013: Problem of Evil